# Sinningia velutina
Sinningia velutina är en tvåhjärtbladig växtart som beskrevs av John Lindley. Sinningia velutina ingår i släktet Sinningia och familjen Gesneriaceae. Inga underarter finns listade i Catalogue of Life.